# Belsize Park (metropolitana di Londra)
Belsize Park è una stazione della linea Northern della metropolitana di Londra.

## Storia
La stazione fu aperta il 22 giugno 1907 dalla Charing Cross, Euston & Hampstead Railway.
Belsize Park è una delle otto stazioni della metropolitana di Londra che possiedono un rifugio antiaereo in profondità, dato che i binari sono situati 33,2 metri sotto il suolo: la struttura fu costruita durante la seconda guerra mondiale.
L'edificio, come altri di questo tratto della Northern Line, fu progettato dall'architetto Leslie Green e ha la facciata rivestita delle tipiche piastrelle smaltate color rosso sangue di bue. È un monumento classificato di Grade II.

## Strutture e impianti
Si trova all'interno della Travelcard Zone 2.

## Interscambi
Nelle vicinanze della stazione effettuano fermata alcune linee urbane automobilistiche, gestite da London Buses
- Fermata autobus

## Galleria d'immagini

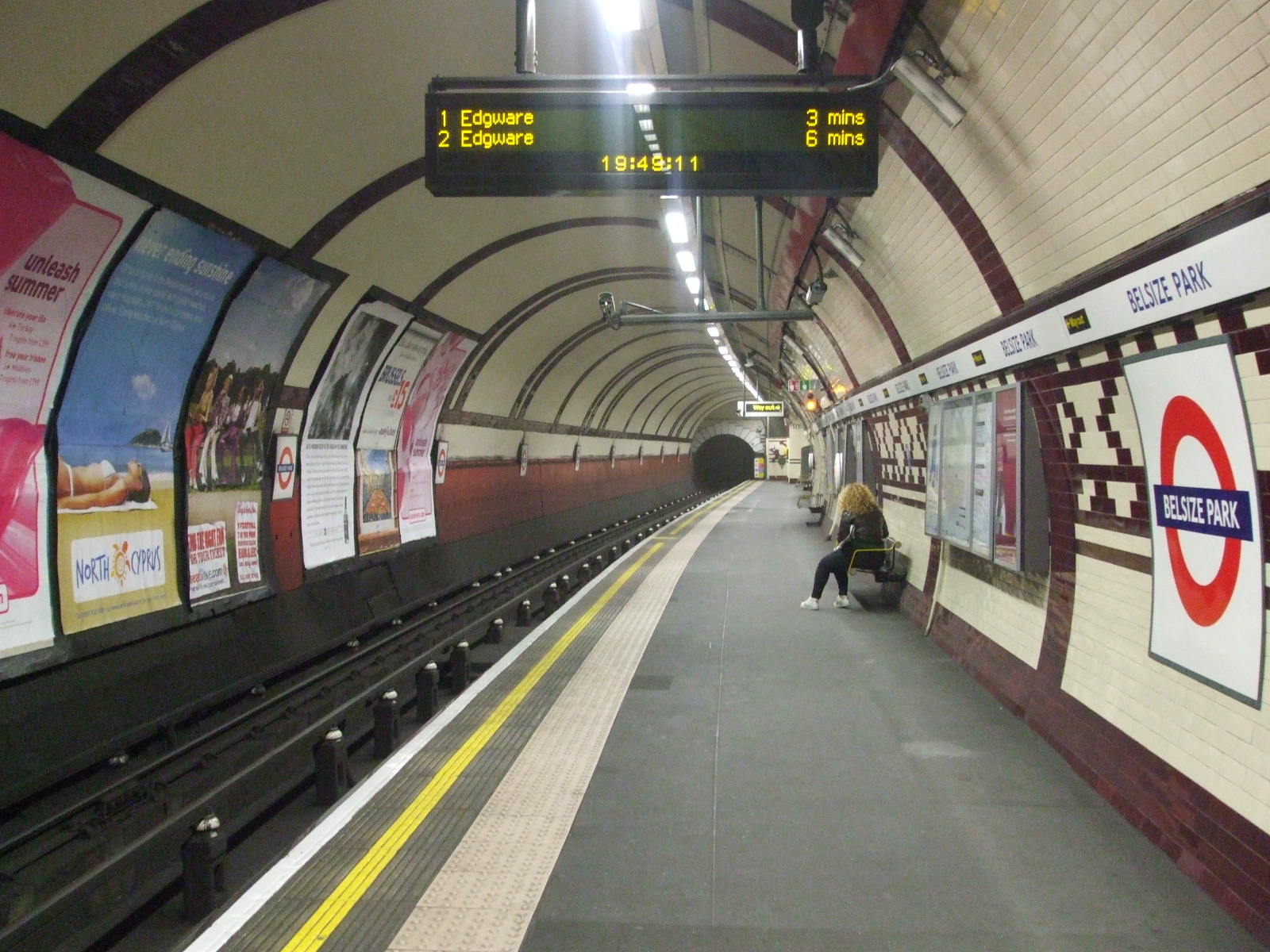
Piattaforma della stazione in direzione nord
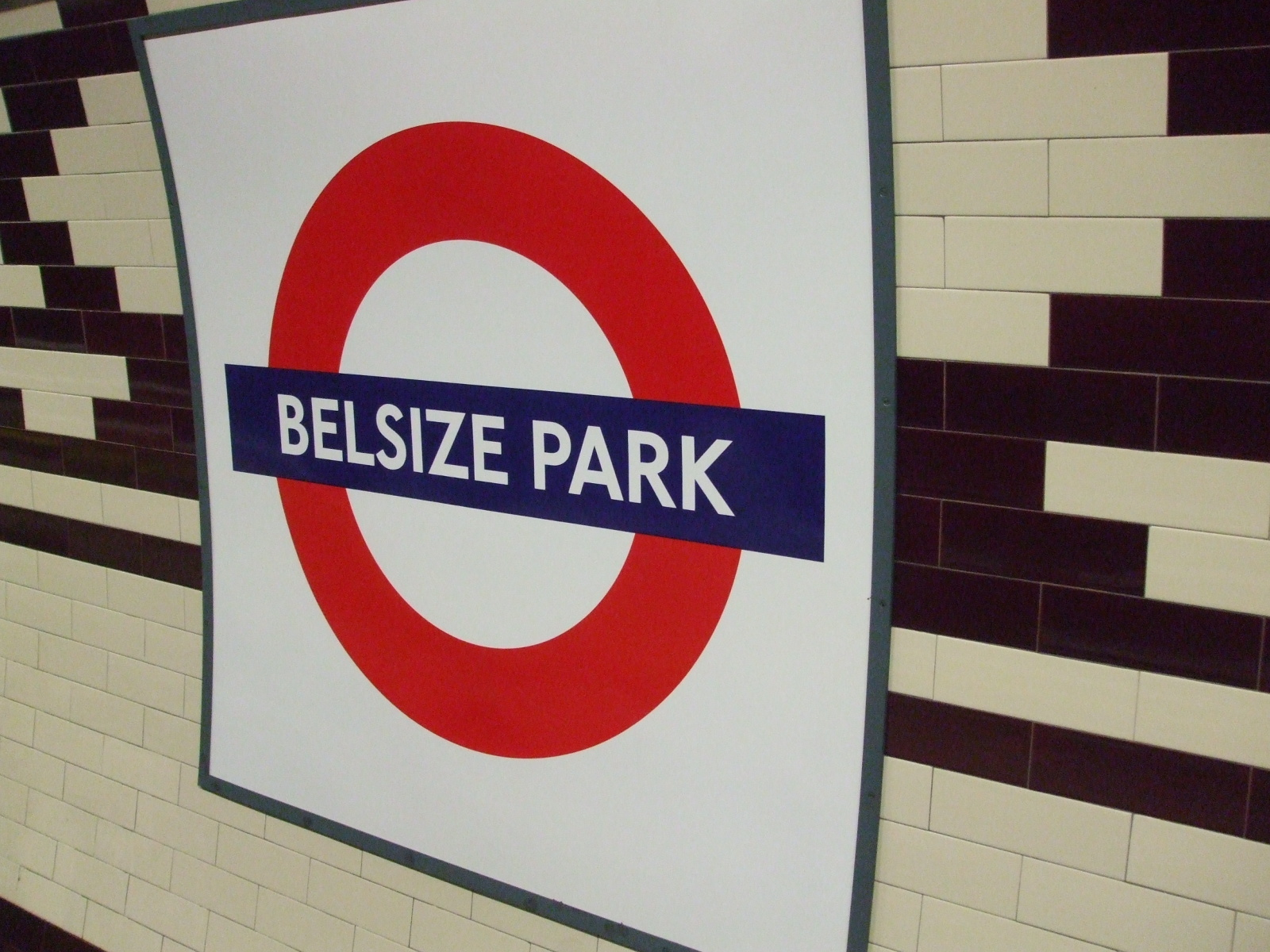
Roundel sulla piattaforma in direzione sud
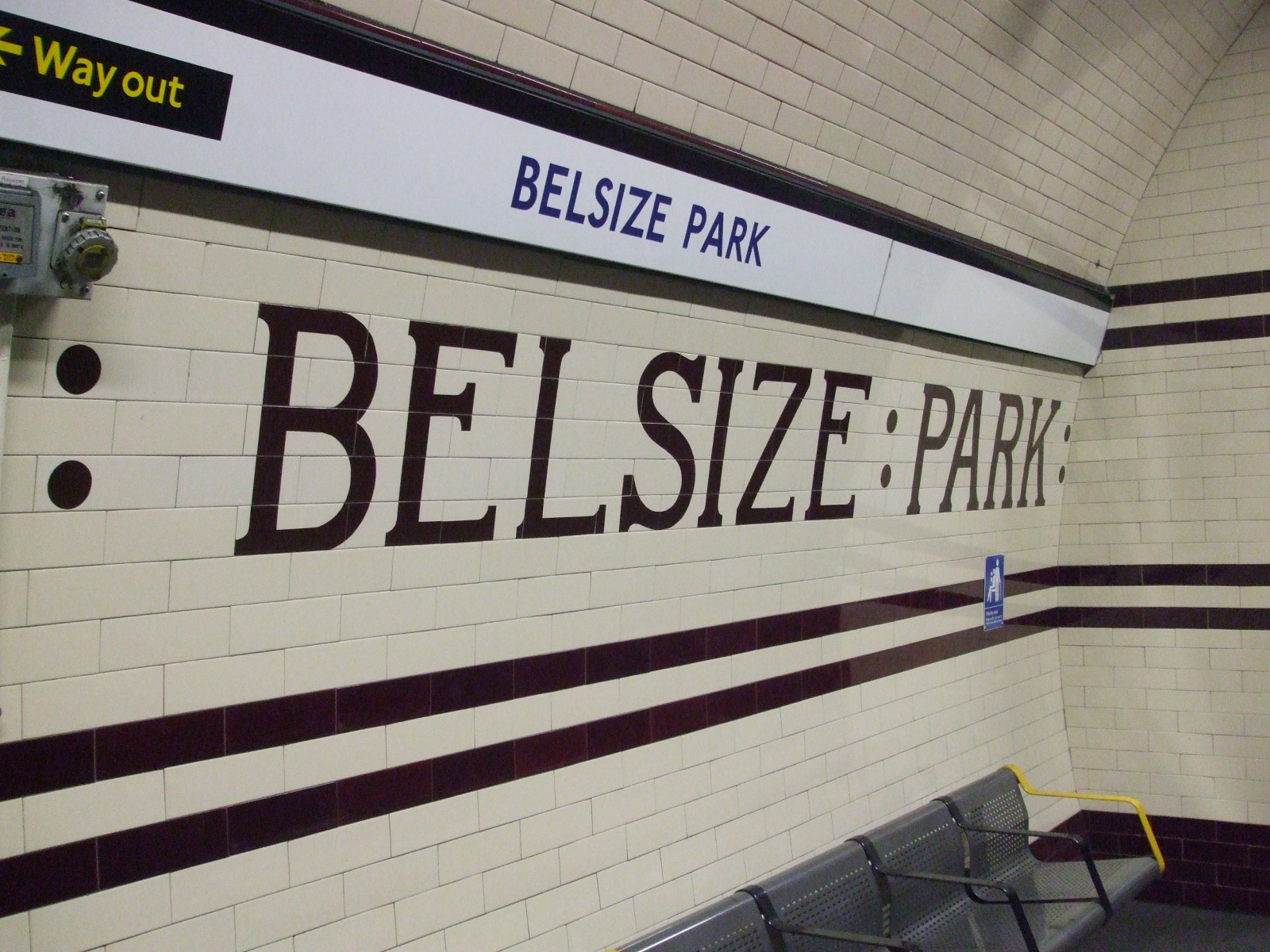
Piastrellatura originale sulla piattaforma della stazione
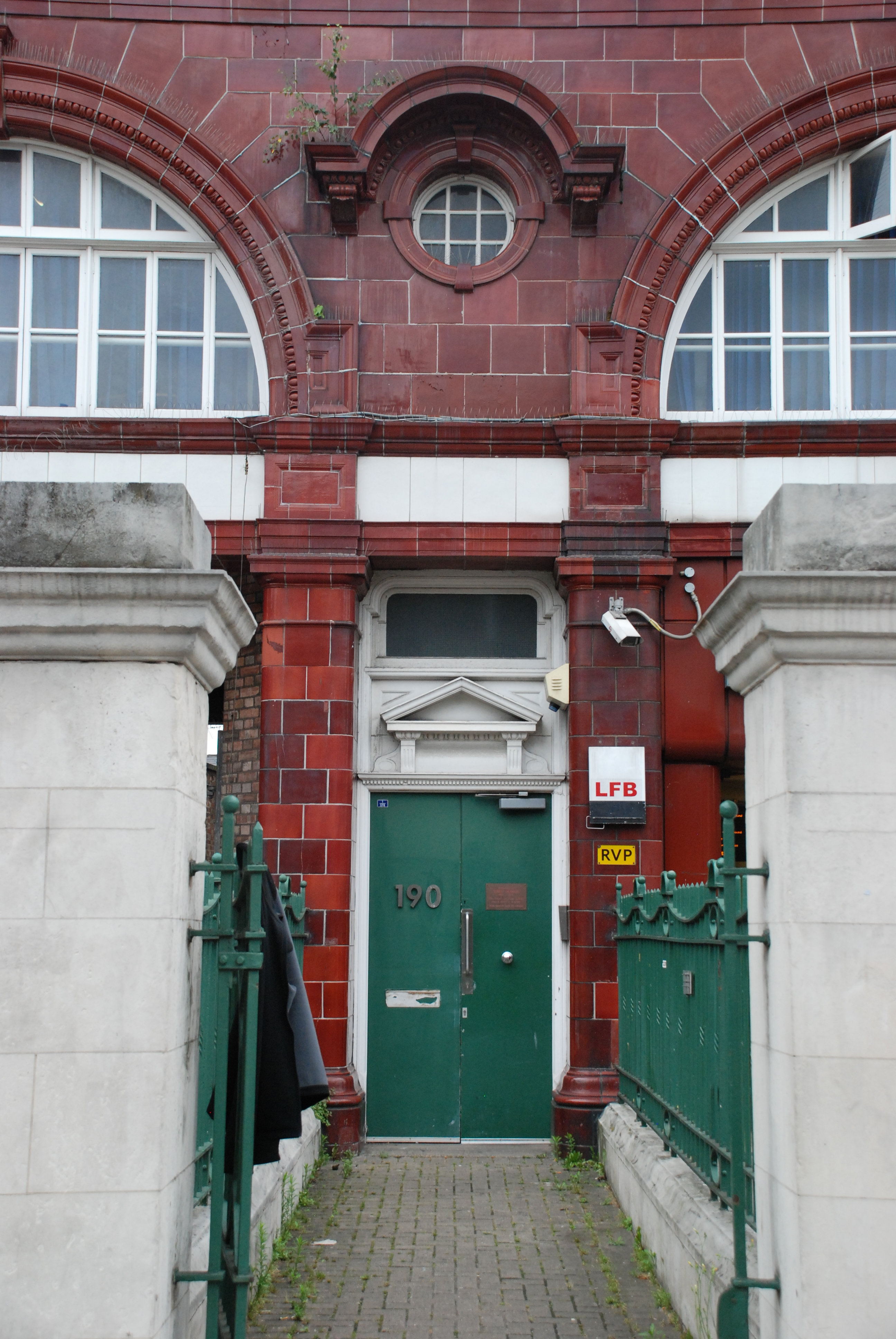
Ingresso laterale per accesso ai piani superiori
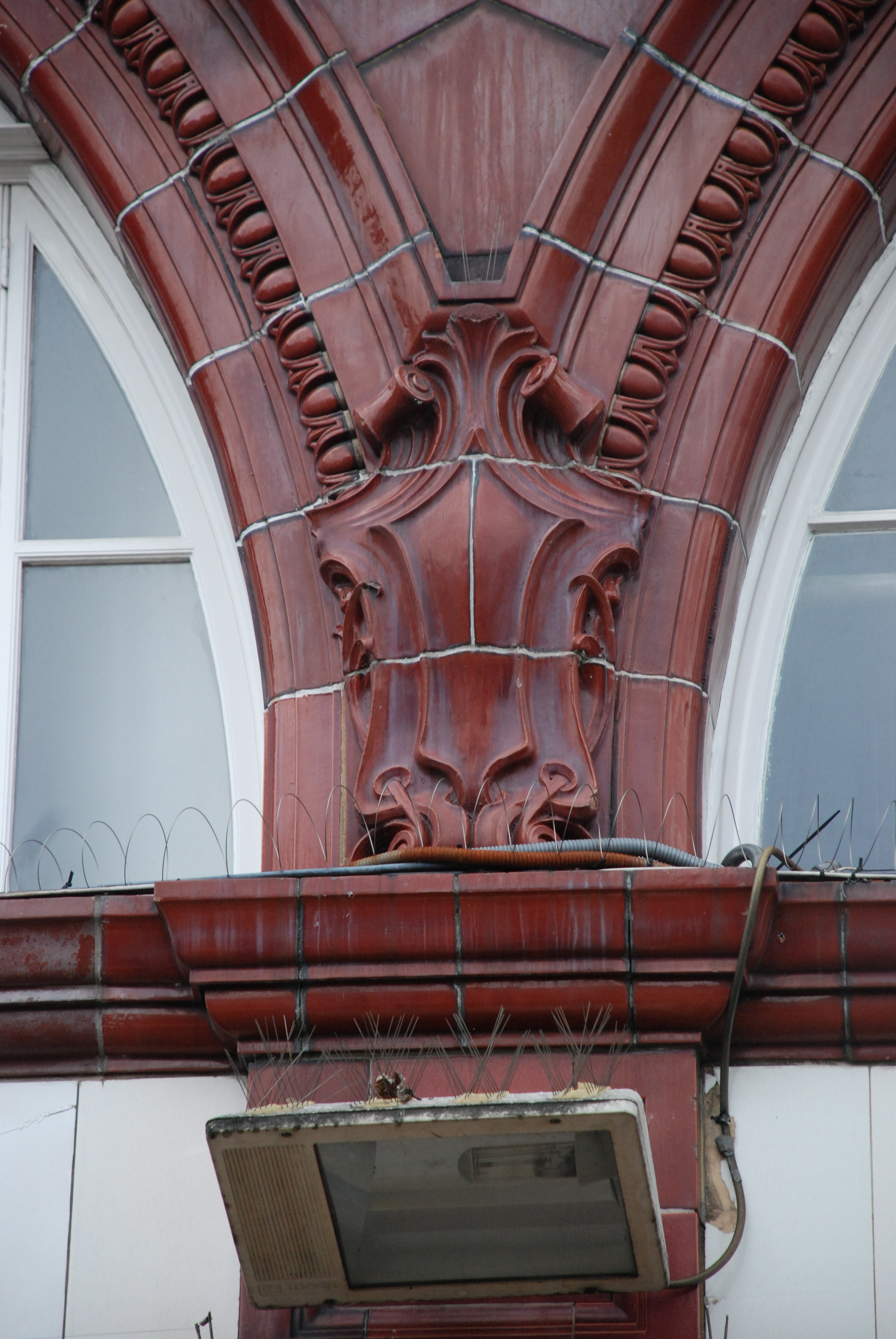
Elementi decorativi sulla facciata a livello del primo piano, identici a quelli della stazione di Hampstead
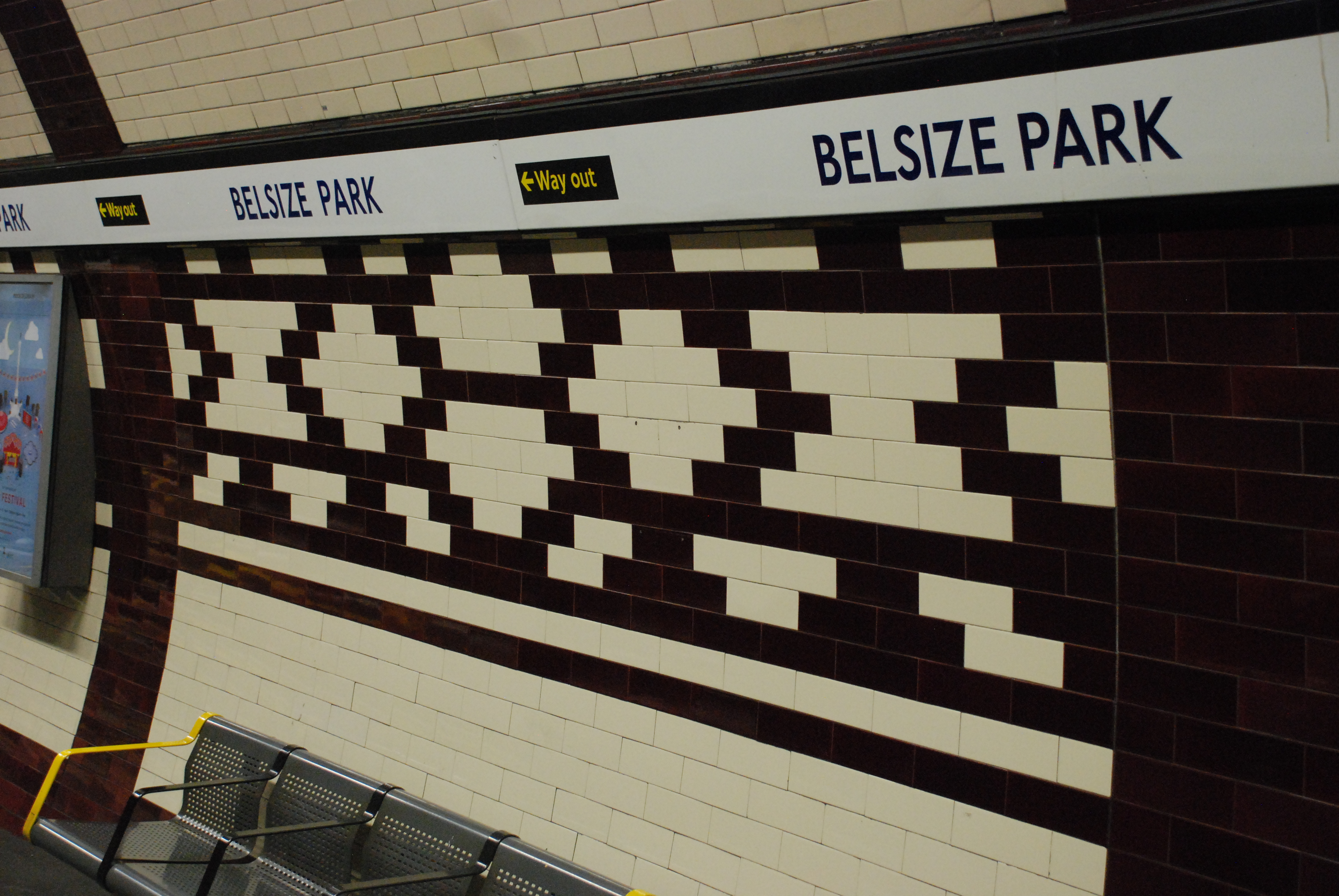
Schema della disposizione delle piastrelle decorative
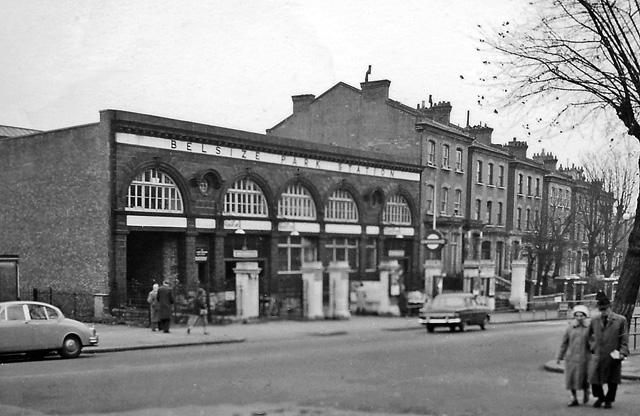
L'ingresso della stazione nel 1960